# 方大集团
方大集团股份有限公司 （深交所：000055/200055，简称：方大A/方大B）是中国深圳证券交易所的一家上市公司，成立于1995年12月13日，业务范围包括：产经营新型建筑材料、复合材料、金属制品、金属结构、环保设备及器材、公共安全防范设备、冶金设备、光机电一体化产品、高分子材料及产品、精细化工产品、机械设备、光电材料及器材、光电设备、电子显示设备、视听设备、交通设施、各种暖通设备及产品、给排水设备、中央空调设备及其零配件、半导体材料及器件、集成电路、光源产品及设备、太阳能产品及上述产品的设计、技术开发、安装、施工、相关技术咨询和培训，物业管理、物业租赁、停车场经营。公司总股本为75690.99万股（2011年）。
公司总部位于中华人民共和国深圳市南山区西丽龙井方大城科技大楼，法人代表为全國人大代表熊建明。